# (11492) Shimose
(11492) Shimose (1988 VR3) – planetoida z pasa głównego asteroid okrążająca Słońce w ciągu 3,75 lat w średniej odległości 2,41 j.a. Odkryta 13 listopada 1988 roku.